# Lisandro de la Torre
Lisandro de la Torre (Rosario, 6 dicembre 1868 – Buenos Aires, 5 gennaio 1939) è stato un politico e avvocato argentino.

## Biografia
Cresciuto nelle file del radicalismo argentino, nel 1890 partecipò alla Rivoluzione del Parco e tre anni dopo guidò la rivolta contro il governo nazionale nella provincia di Santa Fe. Nel 1896, dopo la morte di Aristóbulo del Valle ed il suicidio di Leandro N. Alem, i radicali rimasero senza un leader di rilievo. De la Torre propose come candidato alla presidenza Patricio Guido Gentile e per rafforzare ulteriormente il fronte anti-Roca, si fece promotore di un'alleanza con i mitristi. La sua proposta fu tuttavia respinta dall'esponente di spicco del radicalismo bonaerense, Hipólito Yrigoyen. L'anno seguente abbandonò l'Unione Civica Radicale in polemica con Yrigoyen il quale lo sfidò a duello. Nonostante fosse un praticante di scherma, De La Torre rimase ferito al volto da una sciabolata inflittagli dal suo avversario.
Nel novembre 1908 fondò nella sua città natale la Lega del Sud, un movimento municipalista, laico e democratico che riuniva la piccola borghesia rurale così come gli immigrati che popolavano Rosario ed il sud della provincia di Santa Fe. Alle elezioni del 1912, le prime a suffragio universale maschile e segreto, fu eletto deputato al Camera dei Deputati. Nel dicembre 1914 fondò il Partico Democratico Progressista.
Dopo il golpe del 1930 ordito dal generale José Félix Uriburu, iniziò a contrapporsi in maniera sempre più ostile ai nuovi governi, tutti eletti grazie a brogli eclatanti.
Nel 1935 De la Torre propose una commissione d'inchiesta sul patto Roca-Runciman, siglato dal governo argentino con quello britannico due anni prima. Questo accordo, fortemente sfavorevole all'Argentina, aveva garantito a Londra l'acquisto di carne argentina ad un prezzo ribassato. Il patto inoltre decretava che l'85% della carne destinata al mercato britannico dovesse essere lavorata in industrie di proprietà inglese, tagliando così fuori le imprese locali. Insospettitosi De la Torre volle scoprire se il prezzo pagato dalle imprese britanniche ai produttori locali fosse vincolato dal prezzo di vendita all'estero. Inoltre volle accertare se dietro a questi numeri vi fosse un giro di tangenti con i politici locali. Sebbene le imprese britanniche si fossero rifiutate di mostrare i loro registri alla commissione, i loro archivi, marcati con i sigilli del Ministero dell'Economia argentino, vennero rinvenuti in una stiva di una nave ancorata nel porto di Buenos Aires. Il fatto clamoroso fu denunciato da De la Torre al Senato. Il politico rosarino rincarò ulteriormente la dose accusando le aziende inglese di evasione fiscale e di complicità e corruzione il presidente Agustín Pedro Justo, il ministro dell'Economia Federico Pinedo ed il ministro dell'Agricoltura Luis Duhau. A seguito di queste parole si verificarono nell'aula dei tumulti nel corso dei quali il ministro Duhau spinse per terra De la Torre. Intervenuto per proteggere il suo leader, il deputato democratico-progressista santafesino Enzo Bordabehere, fu assassinato da una serie di colpi di pistola sparato da Ramón Valdez Cora verso De la Torre. Successivamente Pinedo sfidò a duello lo stesso De la Torre senza tuttavia che nessuno dei due sfidanti restasse ferito.
Si suicidò nel 1939 a causa di problemi economici. I suoi resti riposano nel cimitero El Salvador di Rosario.